# Slave Ambient

## Список композицій
Автор музики і слів Адам Грандусіел, окрім зазначених інакше. 
| #     | Назва                          | Автор музики                       | Тривалість |
| ----- | ------------------------------ | ---------------------------------- | ---------- |
| 1.    | «Best Night»                   |                                    | 5:30       |
| 2.    | «Brothers»                     | Грандусіел, Гартлі, Зенгі, Беннетт | 4:28       |
| 3.    | «I Was There»                  |                                    | 3:49       |
| 4.    | «Your Love Is Calling My Name» |                                    | 6:01       |
| 5.    | «The Animator»                 |                                    | 2:16       |
| 6.    | «Come to the City»             | Грандусіел, Гартлі                 | 4:31       |
| 7.    | «Come for It»                  |                                    | 0:27       |
| 8.    | «It's Your Destiny»            | Грандусіел, Беннетт                | 4:49       |
| 9.    | «City Reprise #12»             |                                    | 3:05       |
| 10.   | «Baby Missiles»                |                                    | 3:33       |
| 11.   | «Original Slave»               |                                    | 3:11       |
| 12.   | «Black Water Falls»            |                                    | 5:10       |
| 46:42 |                                |                                    |            |

## Учасники запису
| The War on Drugs - Адам Грандусіел — вокал, синтезатори (ARP Omni, ARP String Ensemble), продюсер, аранжування, програмування, звукорежисер - Дейв Гартлі — бас-гітара, безладова бас-гітара (2), ударні (2), синтезатор (5) - Майк Зенгі — ударні (2, 6, 10, 12), Hayman (4), Mu-Tron Bi-Phase (10) Додаткові музиканти - Джон Натчез — баритон-саксофон (1, 2, 6) - Майкл Джонсон — синтезатор ARP 2600 (1, 5), Eventide (7), звукорежисер | Технічний персонал - Грег Келбі — мастеринг - Джефф Зеіглер — зведення |

## Позиції в чартах
| Чарт                     | Найвища позиція |
| ------------------------ | --------------- |
| Бельгія                  | 180             |
| США (Top Heatseekers)    | 4               |
| США (Independent Albums) | 27              |